# 羅永昌
羅永昌（英語：Law Wing Cheong；1966年6月26日—），香港电影导演、剪接师和演员，属于银河映像团队的一员，经常合作的导演是杜琪峰和韦家辉。2002年以《暗战2》获得金马奖最佳剪辑。

## 生平
羅永昌在1978年畢業於新會古井同鄉會達善小學下午校。1990年代他经常担任助理导演，2000年代经常担任副导演。他担任导演的作品有《暗战2》、《每天吓你8小时》、《天生一对》、《每当变幻时》、《报应》和《小Q》。

## 電影作品
- 1998年 《暗花》（執行導演）
- 1998年 《真心英雄》（執行導演）
- 1999年 《再見阿郎》（執行導演）
- 1999年 《枪火》（執行導演）
- 1999年 《暗战》（執行導演）
- 2000年 《辣手回春》（剪接、執行導演）
- 2000年 《孤男寡女》（剪接）
- 2001年 《全职杀手》（執行導演）
- 2001年 《瘦身男女》（執行導演）
- 2001年 《暗战2》（導演,與杜琪峰聯合執導）
- 2001年 《鍾無艷》（剪接、執行導演）
- 2002年 《每天嚇你8小時》（導演,與鞠永亮、吴耀权聯合執導）
- 2002年 《我左眼見到鬼》（執行導演、剪接）
- 2002年 《嚦咕嚦咕新年財》（執行導演、剪接）
- 2003年 《PTU》（執行導演、剪接）
- 2003年 《向左走·向右走》（剪接）
- 2003年 《大隻佬》（執行導演、剪接）
- 2003年《百年好合》（執行導演、剪接）
- 2004年《柔道龍虎榜》（執行導演）
- 2004年《大事件》（執行導演）
- 2004年《龍鳳鬥》（執行導演、剪接）
- 2004年《鬼馬狂想曲》（執行導演）
- 2005年《黑社會》（執行導演）
- 2006年《天生一對》（導演、剪接）
- 2006年《黑社會以和為貴》（執行導演）
- 2006年《放·逐》（執行導演、剪接）
- 2007年《每當變幻時》（導演、剪接）
- 2009年《機動部隊─同袍》（導演、剪接）
- 2009年《機動部隊─警例》（導演、剪接）
- 2011年《報應》（導演）
- 2013年《金剛王：死亡救贖》（導演）
- 2013年《冰封：重生之門》（導演）
- 2019年《小Q》（導演）

## 演員
- 1998年《暗花》
- 1998年《真心英雄》
- 1998年《非常突然》
- 1999年《再見阿郎》 飾 計程車司機
- 1999年《枪火》 飾 餐廳老板
- 1999年《暗战》
- 2000年《孤男寡女》
- 2001年《暗战2》
- 2003年《百年好合》飾 的士司機
- 2005年《黑社會》飾 四眼明
- 2005年《非常青春期》飾 林警員
- 2008年《文雀》飾 細蘇
- 2009年《復仇》飾 老五
- 2010年《打擂台》飾 銅錢雞
- 2010年《人間喜劇》飾 殺手阿溫
- 2011年《奪命金》飾 榮師傅
- 2012年《懸紅》飾 大漢
- 2013年《超級經理人》飾 電影公司老闆
- 2014年《大茶飯》飾 大佬昌
- 2015年《死開啲啦》飾 Apple父親
- 2015年《衝鋒車》飾 保齡球場老闆
- 2015年《殺破狼2》飾 李大恩
- 2015年《死開啲啦》
- 2017年《黑白迷宮》
- 2019年《追龍II：賊王》飾 阿九
- 2019年《犯罪現場》飾 茶檔老闆
- 2020年《麥路人》飾 廟祝
- 2021年《殺出個黃昏》飾 醫生
- 2022年《阿媽有咗第二個》飾 方晴父親
- 2023年《陰目偵信》飾 柴叔
- 2024年《爸爸》飾 阮永強
- 2025年《臨時決鬥》飾 黃監製
- 2025年《拼命三郎》飾 發叔

## 電視劇
- 2014年 《盜墓筆記》
- 2022年 《IT狗》
- 2022年 《季前賽》
- 2023年 《殺手廢J》

## 奖项
| 年份 | 頒獎典禮             | 獎項       | 電影                         | 結果 |
| ---- | -------------------- | ---------- | ---------------------------- | ---- |
| 2002 | 第39屆金馬獎         | 最佳剪輯   | 暗战2（與邱志偉一起提名）    | 獲獎 |
| 2003 | 第40届金马奖         | 最佳剪輯   | PTU                          | 提名 |
| 2004 | 第23届香港电影金像奖 | 最佳剪接   | PTU                          | 提名 |
| 2004 | 第23届香港电影金像奖 | 最佳剪接   | 大只佬                       | 提名 |
| 2007 | 第26届香港电影金像奖 | 新晉導演   | 天生一對                     | 提名 |
| 2020 | 第39届香港电影金像奖 | 最佳剪接   | 犯罪現場（與鄒耀衡一起提名） | 提名 |
| 2023 | 第41屆香港電影金像獎 | 最佳男配角 | 阿媽有咗第二個               | 提名 |